# خوسيه مينه
خوسيه مينه (4 مارس 1993 بإسمرالداس في الإكوادور - ) هو لاعب كرة قدم إكوادوري في مركز الوسط. لعب مع نادي ديبورتيفو إل ناسيونال وFK Novi Pazar ‏.

## وصلات خارجية
- خوسيه مينه على موقع قاعدة بيانات كرة القدم.إي يو (الإنجليزية)
- خوسيه مينه على موقع Soccerway.com (الإنجليزية)